# Kelvin Sheppard
Kelvin Anthony Sheppard (Atlanta, 2 gennaio 1988) è un ex giocatore di football americano e allenatore di football americano statunitense che ha militato nel ruolo di linebacker e dal 2025 è il coordinatore difensivo dei Detroit Lions della National Football League (NFL). Fu scelto nel corso del terzo giro (68º assoluto) del Draft NFL 2011 dai Buffalo Bills. Al college ha giocato a football all'Università della Louisiana

## Carriera da giocatore

### Buffalo Bills
Sheppard fu scelto dai Buffalo Bills nel corso del terzo giro del Draft 2011. Nella sua stagione da rookie disputò tutte le 16 partite, nove delle quali come titolare, mettendo a segno 70 tackle. Nella settimana 2 della stagione 2012 mise a segno il suo primo sack nella gara vinta contro i Kansas City Chiefs. Il secondo lo fece registrare nella settimana 15 contro i Seattle Seahawks. La sua seconda stagione si concluse giocando ancora tutte le partite, tutte tranne una come titolare, con 80 tackle e 2 sack.

### Indianapolis Colts
Sheppard fu scambiato dai Bills con gli Indianapolis Colts per Jerry Hughes il 29 aprile 2013. Nella prima stagione con la nuova maglia mise a segno 46 tackle e un sack in 15 presenze, 7 delle quali come titolare.

### Miami Dolphis
Nel 2014 Sheppard passò ai Miami Dolphins.

## Palmarès
- Campione NCAA: 1

LSU Tigers: 2007